# Constantin Năsturescu
Constantin Năsturescu (Giurgiu, 1940. október 2. – 2021. december 10.) válogatott román labdarúgó, középpályás.

## Pályafutása

### Klubcsapatban
1960 és 1962 között a CFR Roşiori, 1962 és 1974 között a Rapid București, 1974–75-ben a Progresul Brăila, 1975–76-ban az Unirea Focșani labdarúgója volt. A Rapiddal egy-egy román bajnoki címet és kupagyőzelmet ért el.

### A válogatottban
1967 és 1969 között három alkalommal szerepelt a román válogatottban.

## Sikerei, díjai
Rapid București
- Román bajnokság
  - bajnok: 1966–67
- Román kupa
  - győztes: 1972

## Statisztika

### Mérkőzései a román válogatottban
| Románia | Románia           | Románia                                 | Románia       | Románia  | Románia  | Románia    | Románia | Románia |
| #       | Dátum             | Helyszín                                | Hazai         | Eredmény | Vendég   | Kiírás     | Gólok   | Esemény |
| ------- | ----------------- | --------------------------------------- | ------------- | -------- | -------- | ---------- | ------- | ------- |
| 1.      | 1967. január 4.   | Montevideo, Estadio Gran Parque Central | Uruguay       | 1 – 1    | Románia  | barátságos | -       |         |
| 2.      | 1967. október 29. | Krakkó, Wisla Stadion                   | Lengyelország | 0 – 0    | Románia  | barátságos | -       |         |
| 3.      | 1969. április 30. | Párizs, Parc des Princes                | Franciaország | 1 – 0    | Románia  | barátságos | -       |         |
|         | Összesen          |                                         |               | 3        | mérkőzés |            | 0       | gól     |